# Alle Jahre wieder (chant)
Alle Jahre wieder, en français « Chaque année encore », est un chant de Noël allemand. Le texte est écrit en 1837 par Wilhelm Hey (de),. Il est généralement chanté sur une mélodie attribuée à Friedrich Silcher, qui l'a publié dans un recueil de chansons de 1842 fondé sur un livre de fables d'Otto Speckter (de).
Des variantes musicales ont été proposées par Ernst Anschütz et Johann Christian Heinrich Rinck,. Cette dernière version est aujourd'hui plus fréquemment utilisée pour l'un des poèmes de Hoffmann von Fallersleben, Abend wird es wieder (de),
,
.

## Textes
| texte original | traduction littérale |
| --- | --- |
| Alle Jahre wieder Kommt das Christuskind Auf die Erde nieder Wo wir Menschen sind. Kehrt mit seinem Segen Ein in jedes Haus. Geht auf allen Wegen Mit uns ein und aus. Steht auch mir zur Seite Still und unerkannt Daß es treu mich leite An der lieben Hand. Sagt den Menschen allen, Daß ein Vater ist, Dem sie wohlgefallen, Der sie nicht vergisst. | Tous les ans à nouveau Vient l’enfant-Christ Sur la terre ici-bas Où nous, hommes, sommes. Revient avec sa bénédiction À l’intérieur de chaque maison. Va sur tous les chemins Avec nous partout. Se tient aussi à mes côtés Silencieux et caché Qu’il me conduise fidèlement De sa main aimante. Dites à tous les hommes Qu’il y a un Père, Auquel ils plaisent, Qui ne les oublie pas. |